# Люксембургский филармонический оркестр
Люксембургский филармонический оркестр (люкс. Lëtzebuerger philharmoneschen Orchester, фр. Orchestre philharmonique du Luxembourg, нем. Philharmonisches Orchester Luxemburg, сокращённо OPL) — национальный люксембургский симфонический оркестр, базирующийся в столице страны городе Люксембург.
Люксембургский филармонический оркестр был основан дирижёром и композитором Анри Панси в 1933 году и впервые собрался на репетицию 15 июля в составе всего 20 оркестрантов, первый концерт состоялся 28 ноября. Под руководством Панси с оркестром выступали такие солисты, как Жак Тибо, Артур Рубинштейн, Эдвин Фишер, Йожеф Сигети, в репертуар коллектива входили произведения новейших авторов — Дариюса Мийо, Джордже Энеску, Белы Бартока. Первоначально оркестр назывался Большим оркестром Люксембургского радио RTL (фр. Grand orchestre symphonique de RTL) и существовал на средства радио RTL. В 1939 г. с оккупацией Люксембурга нацистскими войсками вещание радио прекратилось, оркестр был распущен, а Панси эмигрировал в США. По окончании Второй мировой войны работа оркестра возобновилась в 1945 г. под руководством Панси, в 1953 г. была выпущена первая запись оркестра.
В 1995 году руководство радио Люксембурга решило прекратить финансирование оркестра. Чтобы оркестр не прекратил своё существование, правительство Люксембурга создало фонд имени его основателя Анри Панси, из которого он финансируется в настоящее время.
Основными концертными площадками выступлений оркестра в течение долгого времени были Большой театр города Люксембург и зал Люксембургской консерватории. С 2005 года новой базой оркестра стал концертный зал Люксембургской филармонии имени Великой герцогини Жозефины Шарлотты, построенный в люксембургском квартале Кирхбург.
При Люксембургской филармонии существует регулярно концертирующий и записывающийся струнный квартет «Ловиньи», состоящий из музыкантов симфонического оркестра.
Среди наиболее значительных записей оркестра — полные собрания симфонических произведений Янниса Ксенакиса и Мориса Оана, музыка балета Габриэля Пьерне «Сидализа и Козлоног», произведения Ги Ропарца, Эрнеста Блоха и др.

## Музыкальные руководители
- Анри Панси (1933—1939 и 1945—1958)
- Карл Меллес (1958)
- Луи де Фроман (1958—1980)
- Леопольд Хагер (1981—1996)
- Дэвид Шэллон (1997—2000)
- Брамуэлл Тови (2002—2006)
- Эммануэль Кривин (2006—2015)
- Густаво Гимено (с 2015)